# The Murder of My Sweet
The Murder of My Sweet ist eine schwedische Symphonic-Metal-Band.

## Geschichte
Die Band wurde 2006 von Schlagzeuger Daniel Flores in Stockholm gegründet und steht zurzeit bei Frontline Records unter Vertrag. Ihre Single Bleed Me Dry landete auf dem 14. Platz der nationalen Single-Charts in Schweden. Im Januar 2010 veröffentlichte die Band ihr Debütalbum Divanity in Europa, den USA und in Japan. In einem Interview mit alternativmusik.de verriet Sängerin Rylin, dass die Band ein Promokonzert unplugged in Köln gespielt haben.
Johan Niemann, der die Gruppe inzwischen verlassen hatte, wurde zwischenzeitlich durch Marcus Bergström ersetzt, welcher im April 2011 aus der Band ausstieg, um mit seiner eigenen Gruppe weiter arbeiten zu können. Auch Daniel Palmqvist verließ The Murder of My Sweet. Teddy Westlund (Bass) und David Sivelind (Gitarre) sind die neuen Musiker der Gruppe.
Im August 2011 unterschrieb die Band einen Vertrag mit AFM Records. Die Gruppe unterschrieb nach ihrem Auftritt beim Wacken Open Air beim deutschen Musiklabel. Das Album sollte entweder im Dezember 2011 oder im Frühjahr 2012 veröffentlicht werden. Am 25. Mai 2012 erschien mit Bye Bye Lullaby das zweite Album der Band.
Danach blieb es mehrere Jahre ruhig um die Gruppe. Am 14. März 2015 gab die Gruppe bekannt erneut bei Frontiers Records, wo sie bereits ihr erstes Album Divanity veröffentlichten, unterschrieben zu haben.

## Name
Der Name basiert auf dem Film Murder, My Sweet, der 1944 erschien. Die Bandmitglieder sind große Fans von Filmen, vor allem von dem Film noir. Dramen, Hass und Wut, sowie Gegensätze wie Mord und Liebe haben bei der Namensgebung eine Rolle gespielt. Außerdem, so die Sängerin, spiegelt der Name den gegensätzlichen Musikgeschmack sehr gut wider.

## Stil

### Texte
Die Songtexte werden von Daniel Flores und Angelica Rylin verfasst. Ihre Texte handeln von persönlichen Erfahrungen, Filmen und Büchern.

### Musik
Die Bandmitglieder hören verschiedene Musikrichtungen. Während die Sängerin Chartmusik hört, ist Daniel Flores ein Fan von Filmsoundtracks. Lindahl hingegen hört vermehrt Musik aus dem Death-Metal-Bereich und Palmqvist Old-School-Rock. Diese verschiedenen Musikstile werden von der Band vereint.

## Besonderes
Die Bandmitglieder Johan Niemann, Daniel Flores und Daniel Palmqvist gründeten 1992 die Metalband Mind’s Eye.

## Diskografie
- 2009: Bleed Me Dry (Single, Frontiers Records)
- 2010: Divanity (Album, Frontiers Records)
- 2012: Bye Bye Lullaby (Album, AFM Records)
- 2015: Beth out of Hell (Album, Frontiers Records)
- 2017: Echoes of the Aftermath (Album, Frontiers Records)
- 2019: Brave Tin World (Album, Frontiers Records; Veröffentlichung: 6. Dezember 2019)